# Gabriela Firea
Gabriela Firea (născută Gabriela Vrânceanu, n. 13 iulie 1972, Bacău, România) este o politiciană și fostă jurnalistă română care a fost ministru al Familiei și Egalității de Șanse în guvernul Nicolae Ciucă și guvernul Marcel Ciolacu din 25 noiembrie 2021 până pe 14 iulie 2023. Membră a Partidului Social Democrat, a fost Primar general al Municipiului București între anii 2016-2020. Este senator în legislaturile 2012-2016 și 2020-2024 din partea aceluiași partid. În cariera sa a mai ocupat și alte funcții: consilieră pentru relații publice și imagine a premierului Mugur Isărescu (ianuarie 2000), purtătoare de cuvânt și secretar de stat, șefă a Departamentului pentru Comunicare din cadrul Guvernului Mugur Isărescu (februarie-decembrie 2000).

## Copilărie și formare
Gabriela Vrânceanu s-a născut la Bacău, fiind al doilea dintre cei patru copii ai familiei Vrânceanu. Mama, Veronica, era vânzătoare și tatăl muncitor necalificat, pe șantier. Ea are două surori, Nela și Angelica, și un frate, Ionel.
Școala primară a făcut-o la Școala generală nr. 8 din cartierul Letea, Bacău. A absolvit Liceul Industrial nr. 1 Bacău și Facultatea de Litere a Universității din București, la specializarea Bibliologie și Știința Informării (promoția 1997). A continuat cu pregătire postuniversitară și academică la Academia de Studii Economice: Mecanisme valutare și fiscale internaționale, Management bancar și bursier, precum și un curs de brokeraj. În 2010 era doctorand în economie la Academia de Studii Economice din București. Ulterior, și-a înghețat programul de pregătire doctorală, pentru a se dedica responsabilităților funcției de primar.

## Cariera în presă
Și-a început cariera în presă în 1990, fiind reporter la săptămânalul „Pur și simplu“ din Bacău, iar apoi la cotidianul Azi din București, în perioada 1991-1992. În anii 1992-1993 a fost redactor-prezentator la Radio Contact. În perioada 1993-1999 a lucrat la Televiziunea Română ca realizator de reportaje economice, în special financiar–bancare, editor–prezentator al emisiunii „Jurnal”, realizator-moderator al emisiunii „Ediție Specială” și realizator-moderator al rubricii „Știrea Zilei”.
Din anul 2001 a lucrat în cadrul trustului de presă Intact. A fost redactor și prezentator al emisiunii „Observator” (până în iulie 2009), precum și realizator al emisiunii „Săptămâna Financiară” la Antena 1 și al emisiunii „Știrea Zilei” la Antena 3. Din septembrie 2008 a ocupat poziția de director general al revistei Săptămâna Financiară, după ce anterior fusese director editorial al publicației, de la înființarea acesteia, în martie 2005. Din iunie 2009 a preluat conducerea firmei Intact Advertising, o agenție de organizare evenimente și publicitate. A fost de asemenea director general al ziarului Financiarul și al revistei Felicia.
Din noiembrie 2011, când Trustul Intact și-a reorganizat activitatea și revistele de business și-au încetat apariția în format tipărit, Gabriela Firea și-a încheiat activitatea în zona de publishing.

## Cariera politică
A început cariera politică în anul 1999 dar, după o scurtă perioadă, a renunțat la aceasta și a revenit în presă. În 2002 apare pe coperta revistei „Despre tine” cu declarația „Decât politician, mai bine casnică”.

### Senat
Membră a Partidului Social Democrat din august 2012, a candidat pentru un loc în Senat,  în Colegiul 1 - Ilfov, la alegerile din 9 noiembrie 2012, fiind aleasă de 74,65% dintre cei care au votat. A fost membră a Comisiei pentru Cultură și Media a Senatului, vicepreședinte a Comisiei Comune a Camerei Deputaților și Senatului pentru relația cu UNESCO și purtător de cuvânt a grupului senatorilor Partidului Social Democrat (PSD).
În 24 februarie 2013, a fost aleasă în funcția de președinte al organizației județene Ilfov a PSD, iar la Congresul din 20 aprilie 2013 a fost aleasă vicepreședinte al partidului la nivel național, fiind propusă de Organizația Femeilor Social-Democrate.
Din 2014 a fost desemnată purtător de cuvânt al partidului, iar la alegerile prezidențiale din 2–16 noiembrie 2014 a îndeplinit funcția de purtător de cuvânt al candidatului PSD Victor Ponta.
La alegerile parlamentare din 2020, Gabriela Firea a candidat pe listele PSD și a obținut un mandat de senator în circumscripția București.

### Primăria Bucureștiului
La 10 februarie 2016 a fost desemnată de către Comitetul Executiv Național al PSD să coordoneze filiala București, în calitate de președinte interimar, în vederea pregătirii alegerilor locale.
Pe 18 martie 2016 a fost desemnată de PSD să candideze pentru funcția de Primar general al Municipiului București, post pe care l-a câștigat în urma alegerilor din 5 iunie 2016. Drept urmare nu a mai candidat la alegerile legislative din 2016.

#### Înființarea de companii municipale
La începutul lui 2017 înființează 22 de companii municipale. Înființarea a 20 din ele este declarată ilegală în 2018. Hotărârea este atacată fără succes, iar în 2019 o sentință definitivă confirmă ilegalitatea.

#### Procese împotriva presei și opozanților
Din dorința de a proteja „adevărul, corectitudinea și onorabilitatea instituției” deschide în numele primăriei nu mai puțin de 16 procese intentate unor ziare (Libertatea, Ziarul Național, Curentul), ziariști (Ana Poenariu, Cătălin Tolontan), oameni politici (Violeta Alexandru, Cristian Bușoi, Vlad Alexandrescu, Roxana Wring, Octavian Berceanu) și activiști (Irina Zamfirescu). 5 din procese sunt pierdute definitiv, iar la restul va renunța de bună voie noul primar „considerând că este inacceptabil să te folosești de o instituție publică pentru imaginea ta”.

#### Achiziții de mijloace de transport în comun noi
În 2018 Primăria Municipiului București a demarat procedurile pentru achiziționarea unui număr de 100 de tramvaie noi pentru oraș. La 6 noiembrie 2019, Primăria a anunțat câștigătorul licitației - compania turcă Durmazlar. Compania românească Astra Vagoane Arad a contestat rezultatele licitației, iar Gabriela Firea a apărat rezultatul inițial al acesteia. Autoritățile au anulat însă rezultatul licitației cerând inclusiv desecretizarea documentelor acesteia, după ce acestea fuseseră secretizate imediat ce s-a anunțat câștigătorul. Primăria a atacat decizia la apel, dar și acolo tot Astra a avut câștig de cauză.
Ziaristul de investigație Cătălin Tolontan a acuzat că echipa de analiză a licitației a aranjat rezultatele licitației în favoarea firmei turcești.

#### Finalizarea Podului Ciurel
La 19 septembrie 2020, cu 8 zile înaintea alegerilor locale la care candida pentru un al doilea mandat de primar al Bucureștiului, Gabriela Firea a inaugurat Podul Ciurel pe care l-a denumit ”cea mai mare lucrare de infrastructură din țară” la momentul respectiv.
Deși primarul Gabriela Firea a promis fluidizarea traficului cu ajutorul acestui pod, la doar câteva zile au fost semnalate ambuteiaje mari și alte probleme legate de acesta, de exemplu una dintre bretele este prea îngustă pentru autobuze și șoferii acestora preferă să circule parțial pe trotuar.
La alegerile din 27 septembrie 2020, Gabriela Firea a fost desemnată de PSD să candideze pentru un nou mandat de primar general al Municipiului București, dar s-a clasat pe locul al doilea, după Nicușor Dan, cu 37,97% din voturi.

### Ministru al Familiei și Egalității de Șanse
Odată cu învestirea șa 25 noiembrie 2021 a Guvernului Nicolae Ciucă s-a înființat un nou minister, Ministerul Familiei și Egalității de Șanse. PSD a primit (pe lângă alte ministere) portofoliul de ministru al noului minister. Pentru această funcție, PSD a decis să o nominalizeze pe Gabriela Firea. Aceasta a demisionat la data de 14 iulie 2023, în urma scandalului „azilele groazei”.

## Activitatea literară și muzicală
Gabriela Firea este membru al Uniunii Scriitorilor din 2002. A primit premiul pentru debut din partea Asociației Scriitorilor din București în anul 2001, pentru volumul de versuri „O altă lume”. Printre cărțile scrise de ea se numără și romanul „Trei motive”, cartea pentru copii „Țara sucită și-nvârtită”, volumul de eseuri economice „Economia de cuvinte” și volumul de eseuri social-economice „Jurnalul unui observator”.
În decembrie 2009 a lansat împreună cu Simona Gherghe albumul de muzică populară Trandafiri de la Moldova.

## Viața personală
Gabriela Vrânceanu s-a căsătorit în 1993 cu Răsvan Firea de la care are un băiat, Tudor Ștefan, născut în 1995. Răsvan Ion Firea (născut în Mătăsari, Gorj) a fost un atlet și antrenor român de atletism, membru al Comisiei de Marketing a Federației Române de Atletism. Mama sa, Elena Firea, a fost arbitru internațional și vicepreședinte al Federației Române de Gimnastică. După decesul primului soț (în 24 ianuarie 2010), Gabriela Firea s-a recăsătorit în septembrie 2010 cu politicianul Florentin Pandele, cu care are 2 copii, David Petru (2012) și Zian Mihail (2015).

## Recunoaștere
- Ordinul național „Steaua României” în grad de ofițer (decembrie 2000).[10].